# Yaakov Kamenetsky
Yaakov Kamenetsky (28 février 1891, Kalushokove, Lituanie-10 mars 1986, Baltimore, Maryland) est un rabbin américain, d'origine lituanienne, Rosh yeshiva, dont l'influence est importante dans la communauté juive américaine, après la Seconde Guerre mondiale.

## Éléments biographiques
Yaakov Kamenetsky est né le 28 février 1891 dans un petit hameau, Kalushkove, en Lituanie,,,. La famille Kamenetsky va habiter, peu après au village de Dolhinov. Son cousin, le futur rabbin Yaakov Yitzchok Ruderman grandit également à Daŭhinava.

### Études
Il étudie à Minsk, en Biélorussie et pendant 21 ans à la Yechiva de Slobodka, dirigée par le rabbin Nosson Tzvi Finkel. C'est à Slobodka qu'il rencontre le futur rabbin Aharon Kotler.

### Rabbin et Rosh Yeshiva
Yaakov Kamenetsky devient rabbin de Tytuvėnai, en Lituanie, en 1928.
En 1937, il immigre aux États-Unis. Il devient rabbin à Seattle, puis à Toronto, au Canada.
De 1948 à 1968, il est Rosh yeshiva à la Mesivta Torah Vodaath à Brooklyn, New York.
Il devient, avec le rabbin Moshe Feinstein et le rabbin Yaakov Yitzchok Ruderman une des autorités du judaïsme orthodoxe américain. Il est membre des Moetzes Gedolei HaTorah.

### Œuvres
- Emes leYaakov al HaShas (La Vérité pour Jacob), 5 volumes de commentaires sur le Talmud
- Emes leYaakov al Shulchan Aruch, commentaires sur le Choulhan Aroukh
- Emes leYaakov, commentaires sur le Pentateuque

### Famille
Yaakov Kamenestsky épouse en premières noces Ita Ettil Heller qui meurt le 9 juillet 1954.
En 1958, il se remarie avec Chana Urman, de Toronto, Canada.
Yaakov Kamenetsky a 4 fils et 2 filles. Ses fils sont: le rabbin Shmuel Kamenetsky, Rosh yeshiva du Talmudical Yeshiva of Philadelphia, membre des Moetzes Gedolei HaTorah, le rabbin Binyamin Kamenetsky (1923-2017), fondateur de la Yeshiva of South Shore à Long Island, New York, le rabbin Nathan Kamenestsky, et le rabbin Avraham Kamenetsky (1930-2013). Ses filles sont Malka Shurin (1921-2013), l'épouse du rabbin Yisrael Shurin (-2007) et Rivka Diskind, épouse du rabbin Hirsch Diskind (1922-2013), Dean au Bais Yaakov de Baltimore.

### Mort
Yaakov Kamenetsky meurt le 10 mars 1986 à Baltimore, au Maryland.